# Dom Jana Pawła II na Polach Lednickich

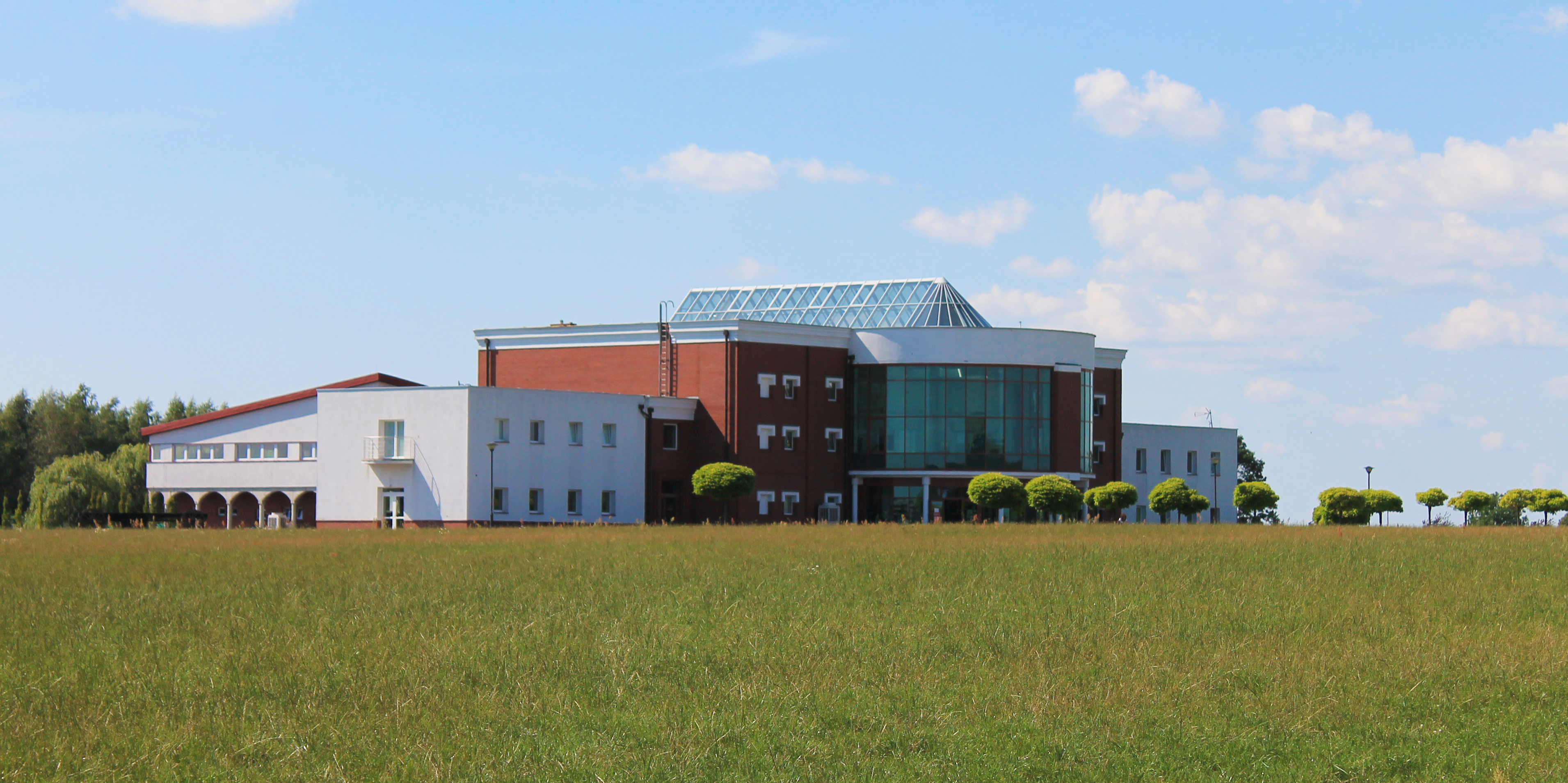
Dom Jana Pawła II w lipcu 2018

Dom Jana Pawła II – całoroczny ośrodek duszpasterski znajdujący się na Polach Lednickich, miejscu corocznych zlotów młodzieży katolickiej Ogólnopolskie Spotkanie Młodych Lednica 2000 (potocznie zwane Lednicą). Dom należy do kompleksu zabudowań ośrodka lednickiego Laboratorium Wiary Jana Pawła II, i przeznaczony jest do studiowania nauki papieża Jana Pawła II.
Obiekt wybudowany w 2007 roku ma dwie kondygnacje; na parterze znajduje się jadalnia, a na pierwszym piętrze salon z kaplicą.
W Domu Jana Pawła II na Polach Lednickich znajdują się pamiątki po Janie Pawle II;  szkaplerz, paliusz, piuska, buty, sutanna, laska i ręcznik. W trzynastu szklanych kapsułach przechowywane są także:  kielich, mitra i ornat, spiżowy odlew ręki Jana Pawła II (zrobiony dwa lata przed śmiercią papieża) oraz inne pamiątki. W roku 2012 doszła nowa pamiątka jaką jest kopia chrzcielnicy Jana Pawła II wykonana przez wadowickich artystów, poświęcona przez ks. kard. Stanisława Dziwisza na Skałce.